# Lyndon B. Johnson (Schiff)
Die Lyndon B. Johnson (Kennung: DDG-1002) ist ein in Ausrüstung befindlicher Zerstörer der Zumwalt-Klasse der United States Navy. Das Schiff ist nach dem US-Präsidenten Lyndon B. Johnson benannt.

## Geschichte
Die spätere Lyndon B. Johnson wurde am 30. Januar 2017 als drittes und letztes Schiff der Klasse bei der Werft Bath Iron Works in Bath im US-Bundesstaat Maine auf Kiel gelegt. Der Stapellauf erfolgte am 9. Dezember 2018.